# Alla Kuschnir (Schachspielerin)
Alla Schulimowna Kuschnir (hebräisch אלה שולימובנה קושניר; russisch Алла Шулимовна Кушнир; * 11. August 1941 in Moskau; † 2. August 2013 in Tel Aviv) war eine russisch-israelische Schachspielerin.

## Leben
Kuschnir war Schach-Vizeweltmeisterin in den späten 1960er und frühen 1970er Jahren und Meisterin der Sowjetunion der Frauen im Jahre 1970. Dreimal war sie Herausforderin der Weltmeisterin Nona Gaprindaschwili. Sie verlor 1965 in Riga, 1969 in Tbilissi/Moskau und 1972 in Riga.
Sie emigrierte 1974 nach Israel und vertrat seitdem den israelischen Schachverband. Im Jahre 1976 wurde sie zur Schachgroßmeisterin der Frauen (WGM) ernannt. Im selben Jahr gewann sie punktgleich mit Elena Akhmilovskaya das Interzonenturnier Roosendaal 1976. Sie lag von Juli 1972 bis Januar 1978 durchgehend auf dem zweiten Platz der Weltrangliste der Frauen.
Sie nahm an drei Schacholympiaden der Frauen teil. 1969 in Lublin und 1972 in Skopje gewann sie mit der Sowjetunion und erreichte jeweils das beste Einzelergebnis am zweiten Brett, 1976 in Haifa gewann sie mit Israel und erreichte das beste Einzelergebnis am ersten Brett.
Später gab sie ihre Schachkarriere auf (nach 1979 spielte sie keine gewertete Partie mehr).
Sie studierte Altertumswissenschaften und Archäologie und wurde Professorin an der Universität Tel Aviv. Sie war vor allem auf den Gebieten der Numismatik und Epigraphik tätig.

## Veröffentlichungen
- An Inscribed Lead Weight from Ashdod: A Reconsideration in „Zeitschrift für Papyrologie und Epigraphik“, Band 105, 1995, S. 81–84, ISSN 0084-5388
- Two Inscribed Weights from Banias in „Israel Exploration Journal“, Band 45, Nr. 1, 1995, S. 48–51, ISSN 0021-2059
- On the Visit of Agrippa I to Alexandria in AD 38 in „The Journal of Jewish studies“, Band 51, Nr. 2, 2000, S. 227, ISSN 0022-2097
- Was Late Hellenistic Silver Coinage Minted for Propaganda Purposes? in „The Numismatic Chronicle“ 2001, S. 41–52, ISSN 0078-2696
- Two Inscribed Lead Weights of Agrippa II in „Zeitschrift für Papyrologie und Epigraphik“, Band 141, 2002, S. 295–297, ISSN 0084-5388
- New Hellenistic Lead Weights from Palestine and Phoenicia in „Israel Exploration Journal“, Band 52, Nr. 2, 2002, S. 225–230, ISSN 0021-2059
- Palestinian Lead Weight Mentioning the Emperor Hadrian in „Zeitschrift für Papyrologie und Epigraphik“, Band 159, 2007, S. 291–292, ISSN 0084-5388